# ファミリートレーナー ランニングスタジアム
『ファミリートレーナー ランニングスタジアム』は、1986年12月23日にバンダイ(後のバンダイナムコエンターテインメント)より発売されたファミリーコンピュータ用ゲームソフト。北米では『Family Fun Fitness: STADIUM EVENTS』、ヨーロッパでは『World Class Track Meet』のタイトルで発売された。
周辺機器・ファミリートレーナーの専用ソフト第2弾。

## 概要
ファミリートレーナーのマットB面（12キー）を使用。ファミリートレーナー同梱のソフト第1弾『アスレチックワールド』（1986年）が横スクロールアクションだったのに対して、本作では画面前方に向かってランナーが走る3D視点となりプレイヤーの向きと画面上のランナーの向きが一致するようになった。また、前作が基本的に1人プレイ専用だったのに対して本作は一部の競技で2人同時プレイが可能になっている。
100メートル走・110メートルハードル・走り幅跳び・三段跳びの4種類の陸上競技に挑戦する。トーナメントモードでは、100メートル走と100メートルハードルの2種目でプレイヤーとコンピュータが2人同時に競走して勝敗を争う。オリンピックモードは4種の競技を順番に挑戦し、規定記録をクリアして行くが銅→銀→金の順番に難易度が上がって行く。

## 評価
ゲーム誌『ファミリーコンピュータMagazine』の読者投票による「ゲーム通信簿」での評価は以下の通りと18.12点（満30点）となっている。
| 項目 | キャラクタ | 音楽 | 操作性 | 熱中度 | お買得度 | オリジナリティ | 総合  |
| 得点 | 2.97       | 2.73 | 2.88   | 3.41   | 2.76     | 3.37           | 18.12 |

## 備考
1987年に発売された本作の北米版『Family Fun Fitness: STADIUM EVENTS』の未開封品が2010年にインターネットオークション・eBayへ出品され、Nintendo Entertainment System（NES）用ソフトとしては史上最高額となる41,300ドルで落札された。時期は不明だが、箱・取扱説明書付きの美品が96000ドル（約1180万円）で取引され、市販されたファミコンカセットのなかでは世界最高額のものとなった。
ファミリートレーナーは北米市場において、当初『Family Fun Fitness』の名称でバンダイの米国現地法人であるバンダイアメリカから1987年に発売されたが、任天堂がバンダイから北米市場における販売権を取得して『Power Pad』に改称して再発売したことに伴い、本作も『World Class Track Meet』へ改称されて1988年に再発売された。この為、約2000本が生産された『STADIUM EVENTS』は短期間で市場から回収され、エンドユーザーへの販売本数が推定200本と極めて少ない為に「幻のソフト」となったものである。